# سافوكا

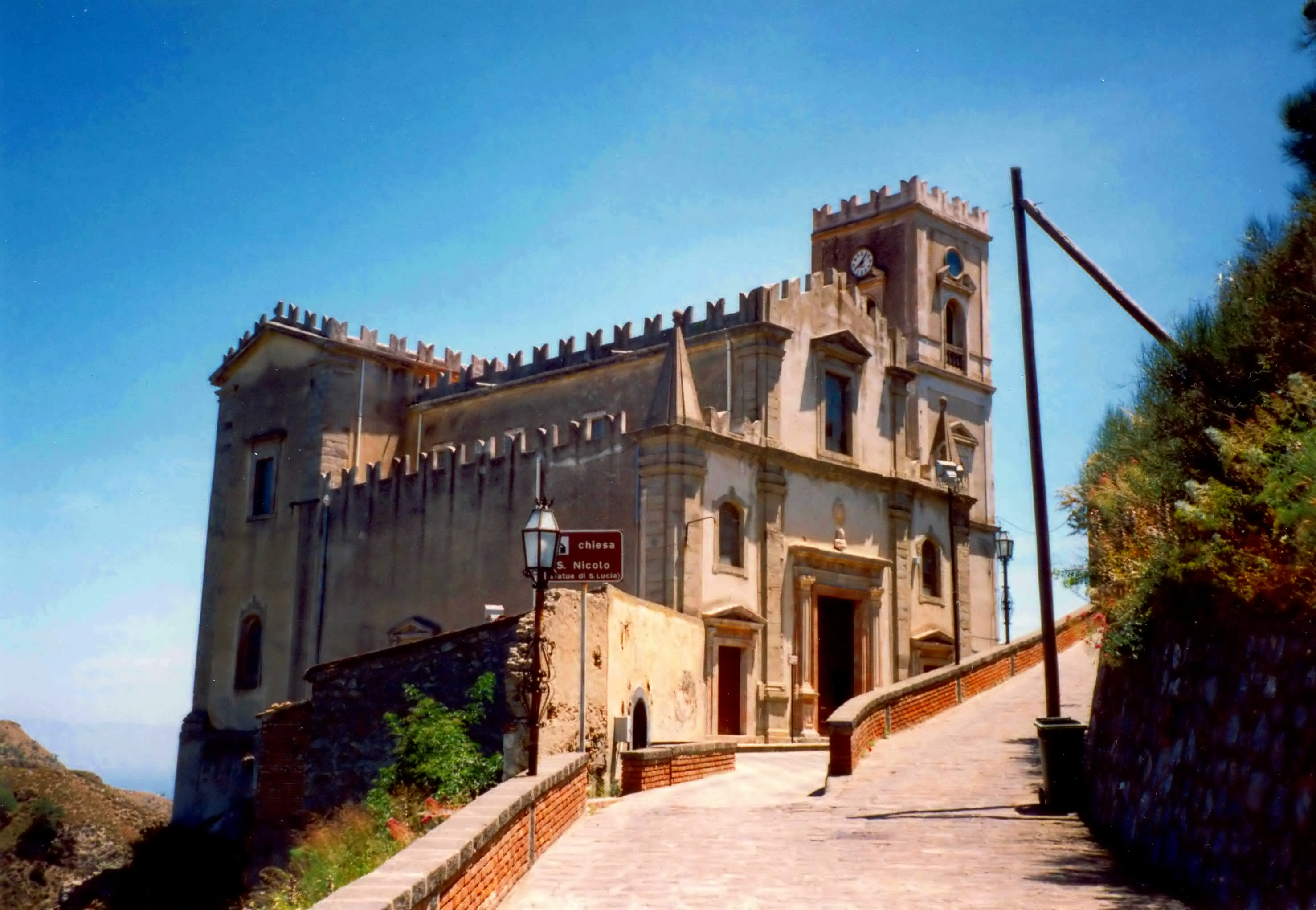
كنيسة سانت نيكولو

سافوكا (بالإيطالية: Savoca)‏ هي بلدية في مقاطعة ميسينا في صقلية الإيطالية، تقع على بعد حوالي 170 كم شرق باليرمو وتبعد نحو 30 كيلومترا إلى الجنوب الغربي من ميسينا.

## السكان
في سنة 1861 بلغ عدد السكان 2٬025 نسمة، وتطور العدد ليصل في سنة 2011 لـ 1٬766 نسمة.
يظهر هذا المخطط البياني تطور النمو السكاني لـ سافوكا